# Sitticus eskovi
Sitticus eskovi är en spindelart som beskrevs av Logunov, Wesolowska 1995. Sitticus eskovi ingår i släktet Sitticus och familjen hoppspindlar. Inga underarter finns listade i Catalogue of Life.